# Чикенешть
Чикенешть, Чикенешті (рум. Cicănești) — село у повіті Арджеш в Румунії. Входить до складу комуни Чикенешть.
Село розташоване на відстані 147 км на північний захід від Бухареста, 47 км на північний захід від Пітешть, 119 км на північний схід від Крайови, 90 км на південний захід від Брашова.

## Населення
За даними перепису населення 2002 року у селі проживали 557 осіб.
Національний склад населення села:
| Національність | Кількість осіб | Відсоток |
| -------------- | -------------- | -------- |
| румуни         | 551            | 98,9%    |
| цигани         | 6              | 1,1%     |

Рідною мовою назвали:
| Мова      | Кількість осіб | Відсоток |
| --------- | -------------- | -------- |
| румунська | 551            | 98,9%    |
| циганська | 6              | 1,1%     |